# سرنكتي

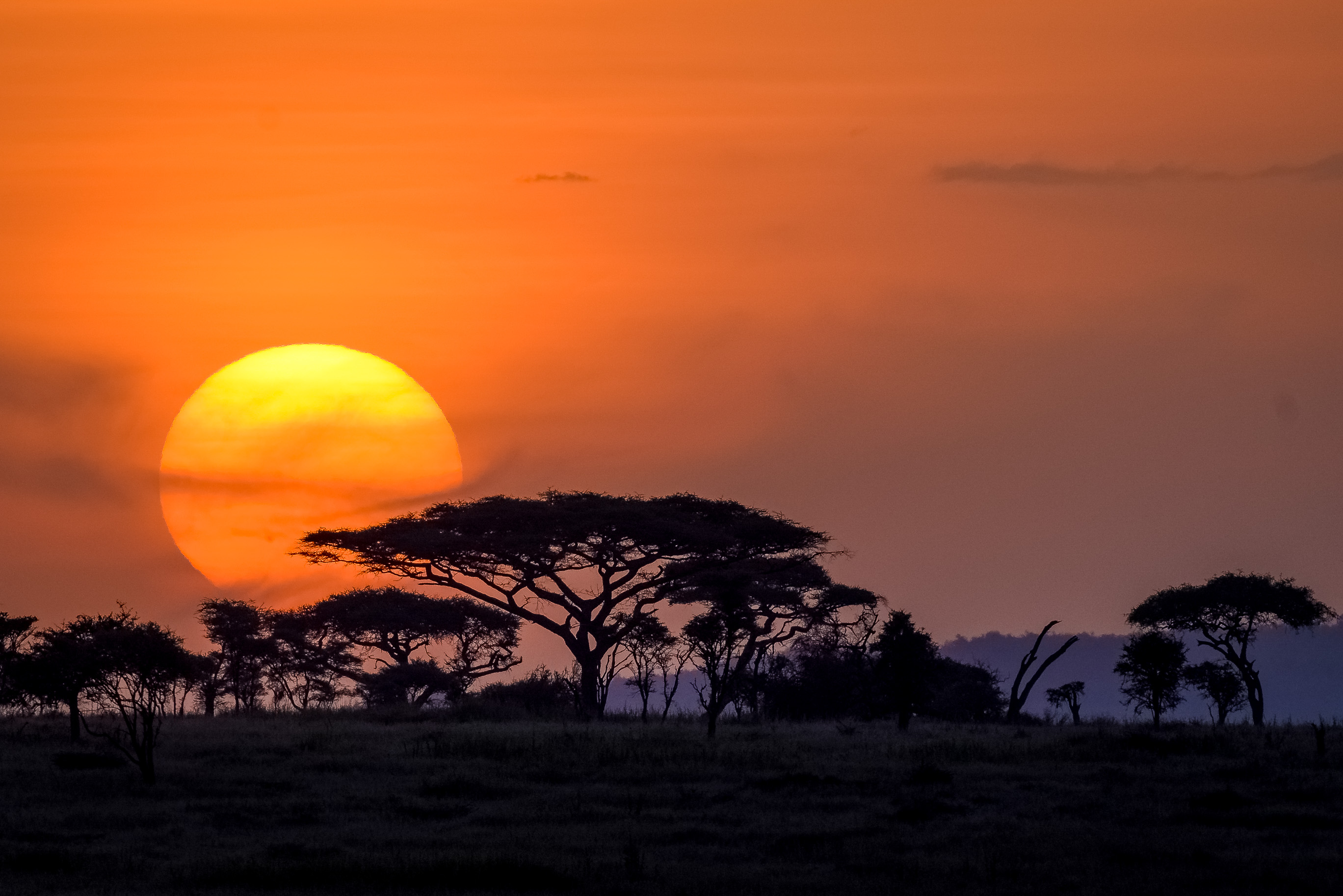
ظل أحد أشجار السنط الملتوي أمام غروب الشمس بالقرب من مخيم سيرونيرا في سرنكتي

خريطة لتنزانيا يظهر عليها المنتزهات الوطنية في جميع أنحاء البلاد ومن ضمنها متنزه سرنكتي الوطني

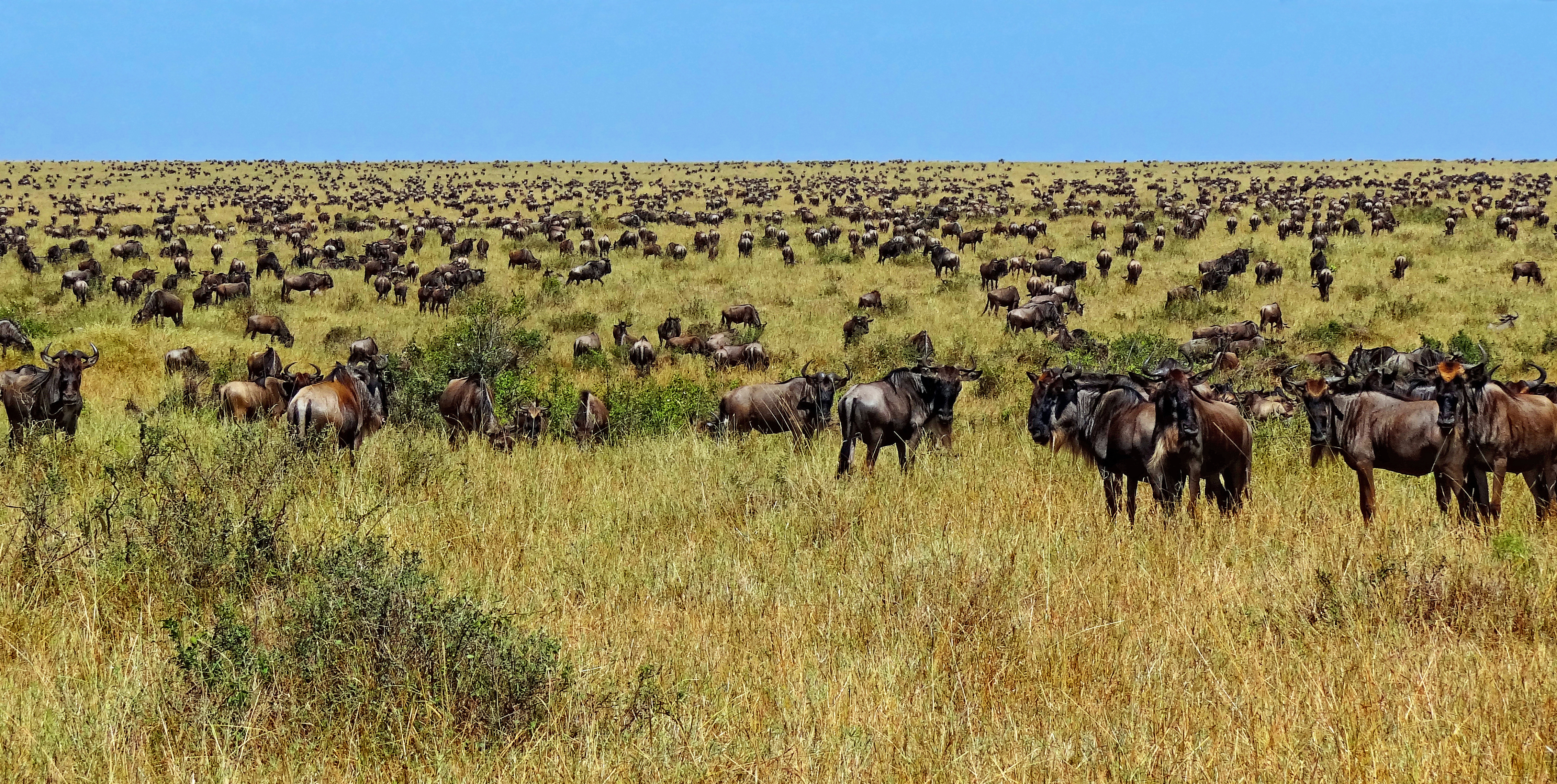
حيوانات النو المهاجرة

سرنكتي أو (نقحرة: سيرنغيتي) هو نظام بيئي يشكل إقليماً جغرافياً في إفريقيا. يقع شمال تنزانيا وتبلغ مساحته نحو 30,000 كـم2 (12,000 ميل2). تحصل في سرنكتي ثاني أكبر هجرة عبر البر للثديات في العالم أجمع، وهو ما جعلها تعد أحد عجائب الدنيا الطبيعية العشرة. ويعرف عن سرنكتي احتوائها على أعداد كبيرة من الأسود، فهي واحدة من أفضل أماكن رصد جماعات الأسود في بيئاتها الطبيعية. تضم المنطقة متنزه سرنكتي الوطني في تنزانيا بالإضافة إلى عدد من محميات الصيد.
يوجد في سرنكتي حوالي سبعين نوعاً من الثدييات الكبيرة وخمسمئة نوعاً من الطيور. يرجع هذا التنوع الحيوي الكثيف إلى تنوع البيئات الطبيعية التي تشتمل على كل من الغابات النهرية والمستنقعات والتلال الصخرية المنعزلة والأراضي العشبية والأراضي الخشبية. تشكل المنطقة موطناً للكثير من أنواع الثدييات الكبيرة ومنها حيوانات النو الأزرق والغزلان والحمير الوحشية والجواميس الإفريقية.
كان قد أثير الجدل حيال مقترح لشق طريق عبر السرنكتي.

## التاريخ

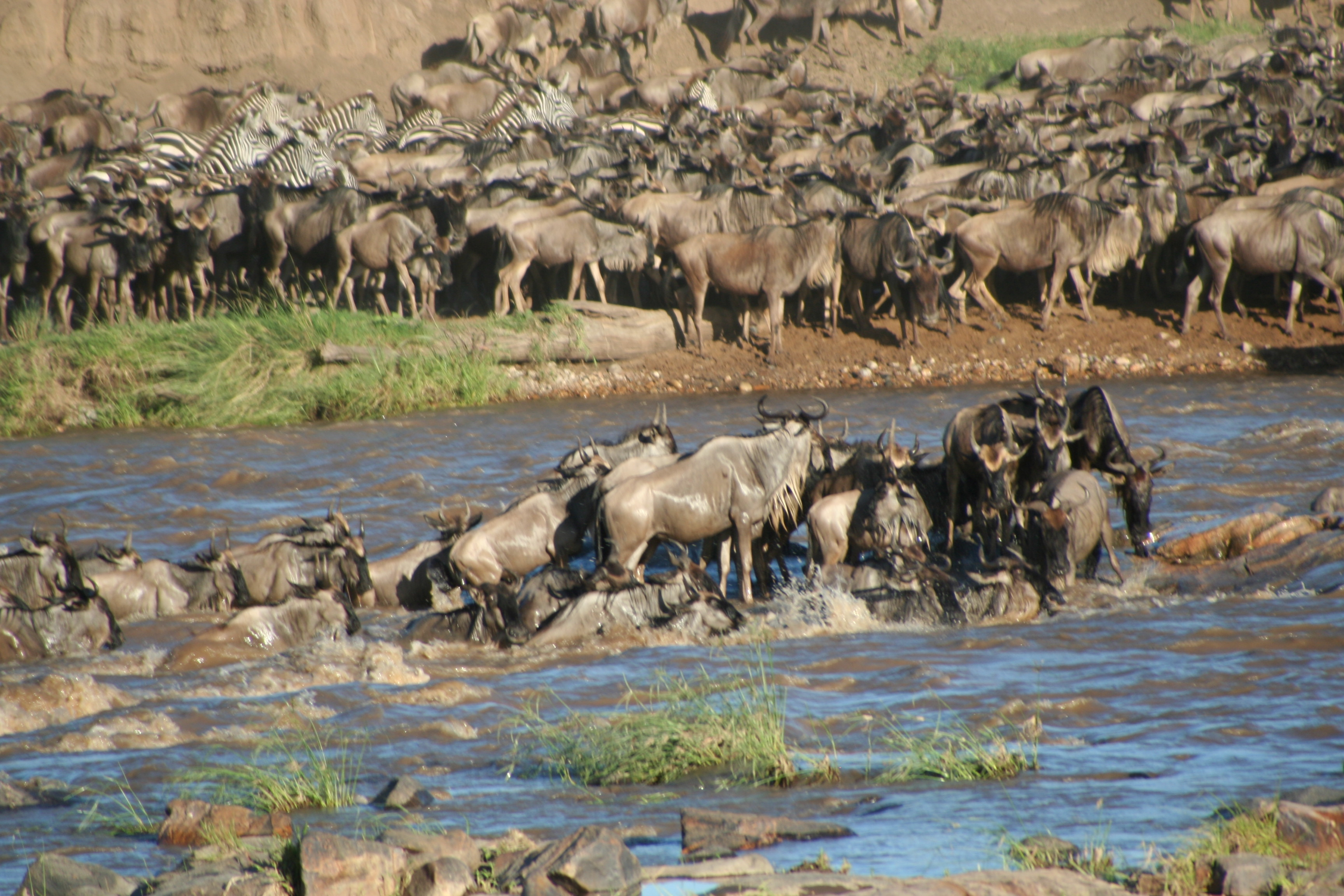
حيوانات النو وهي تعبر النهر خلال هجرة سرنكتي الكبيرة

كانت معظم سرنكتي معروفة بالنسبة للأجانب كجزء من من موطن شعب الماساي. عرف عن الماساي كونهم محاربين أشداء اعتادوا على العيش جنباً إلى جنب مع معظم الحيونات البرية، وعرفوا بإعراضهم عن تناول الطيور والطرائد، فاكتفوا بالاقتيات من مواشيهم حصراً. كان من شأن الحفاظ على القوة والسمعة أن ردعت الواصلين الجدد من الأوروبيين من استغلال الحيوانات وموارد معظم أراضي شعب الماساي. أدى سواف طاعون البقر والجفاف الذي أصاب المنطقة خلال تسعينيات القرن التاسع عشر إلى انخفاض كبير في أعداد الماساي والحيوانات على حد سواء. وبعدها قامت الحكومة التنزانية خلال القرن العشرين بإعادة توطين الماساي حول فوهة نغورونغورو. كان من شأن الصيد الجائر وانعدام الحرائق التي كانت ناتجة عن نشاط البشر أن هيأت نمو الأجمات والأراضي الخشبية الكثيفة في المنطقة على مدى الثلاثين إلى الخمسين سنة المقبلة. أما الآن فتمنع أعداد ذباب تسي تسي الكبيرة البشر من السكن والإقامة في المنطقة.
عادت أعداد حيوانات النو والجاموس الإفريقي إلى حدودها الطبيعية بحلول منتصف سبعينيات القرن العشرين. وقد كانت تجتر العشب أكثر فأكثر، وهو ما جعله يحافظ على قصر طوله، الأمر الذي قلل من كمية الوقود المتاح عند اندلاع الحرائق. وهكذا فقد أدى الانخفاض في شدة اندلاع الحرائق إلى ظهور أشجار السنط من جديد.
كان من شأن برامج التلقيح الشاملة للكلاب الأليفة ضد مرض داء الكلب في سرنكتي خلال القرن الواحد والعشرون أن منعت بصورة غير مباشرة وقوع مئات الوفيات بين السكان. كما أنها أسهمت في حماية الأنواع البرية مثل السمع المعرض لخطر الانقراض.

## الهجرة الكبيرة
تبدأ الهجرة الكبيرة الدائرية لحيوانات النو في منطقة نغورونغورو المحمية جنوب سرنكتي بتنزانيا في نفس الوقت من كل عام وتدور في اتجاه عقارب الساعة عبر منتزه سرنكتي الوطني وشمالاً باتجاه محمية ماساي مارا في كينيا. تعد هذه الهجرة ظاهرة طبيعية يحددها توافرالرعي. تتراوح استمرارية طور الهجرة الابتدائي من شهر يناير حتى شهر مارس تقريباً أي حينما يبدأ موسم الولادة. ويتوافر خلال هذه الفترة بعد هطول الأمطار العشب النضر بكثرة حتى يكفي نحو 260,000 حماراً وحشياً والتي تسبق 1.7 مليون حيوان نو ويتبعها مئات ألوف حيوانات طرائد السهول ومن ضمنها حوالي 470,000 غزال.
تقضي حيوانات النو خلال شهر فبراير وقتها على السهول ذات الأعشاب القصيرة الواقعة في الجزء الجنوبي الشرقي من النظام البيئي حيث ترعى وتلد الإناث حوالي 500,000 عجل خلال فترة قصيرة تتراوح من أسبوعين حتى ثلاثة أسابيع. تولد قلة من عجول النو قبل ولادة غالبية العجول الأخرى ولا يبقى على قيد الحياة من هذه العجول المولودة قبل آوانها إلّا أعداداً قليلة. والسبب الرئيس وراء حدوث هذا أن العجول الصغيرة للغاية تصبح بارزة في نظر الحيوانات المفترسة عند اختلاطها مع العجول الشابة التي ولدت في العام السابق. تبدأ الحيوانات مع انتهاء موسم الأمطار في شهر مايو بالتحرك باتجاه الشمال الغربي في المناطق الواقعة حول نهر غروميتي حيث يبقون هناك إجمالاً حتى أواخر شهر يونيو. وتبدأ الحيوانات بعبور نهر غروميتي ونهر مارا في شهر يوليو ويستقطب هذا الطور من الهجرة الكثير من مرتادي رحلات السفاري حيث يمكن للزوار رؤية التماسيح على طريقهم. تصل قطعان الحيوانات إلى كينيا في أواخر شهر يوليو وخلال شهر أغسطس حيث تمكث هناك حتى انتهاء الموسم الجاف باستثناء غزلان طومسون وغزلان غرانت التي تتجه فقط صوب الشرق/الغرب. وتبدأ الهجرة مع بدأ هطول الأمطار الخفيفة في مطلع شهر نوفمبر بالتحرك صوب الغرب مجدداً إلى السهول الجنوبية الشرقية ذات الأعشاب القصيرة وعادة ما تصل القطعان إلى هناك في شهر ديسمبر ليتسنى لها الكثير من الوقت حتى تلد عجولها في شهر فبراير/شباط. يموت نحو 250,000 حيوان نو جراء العطش أو التضور جوعاً أو الإرهاق أو جراء تعرضها للافتراس خلال الرحلة التي تقطعها من تنزانيا إلى محمية ماساي مارا الوطنية في جنوب غربي كينيا وهي مسافة تبلغ 800 كيلومتر (500 ميل).

## وصلات خارجية
- الموقع الرسمي لمتنزه سرنكتي الوطني (بالإنجليزية)
- نظام سرنكتي البيئي (بالإنجليزية)
- بوابة معلومات سرنكتي (بالإنجليزية)